# Aliciella tenuis
Aliciella tenuis là một loài thực vật có hoa trong họ Polemoniaceae. Loài này được (F.J.Sm. & Neese) J.M.Porter mô tả khoa học đầu tiên năm 1998.